# 친구 사이야
"친구 사이야"는 한국에서 제작된 김수형 감독의 1976년 영화이다. 명현숙 등이 주연으로 출연하였고 이전철 등이 제작에 참여하였다.

## 출연
- 명현숙
- 손창호
- 박은숙